# Selokolela
Selokolela – wieś w Botswanie w dystrykcie Southern. Według spisu ludności z 2011 roku wieś liczyła 1610 mieszkańców.